# Стеван Сремац
Стеван Сремац (на сръбски: Стеван Сремац) е сръбски писател.

## Биография
Стеван Сремац е роден на 23 ноември 1855 г. във Войводина. От 13-годишен е в Белград, където завършва гимназия и Историко-филологическия факултет на Великата школа. След завършването ѝ постъпва на работа като учител в главния град Ниш на новоприсъединените към княжеството земи на Поморавието.
В Ниш Сремац прекарва 10-те най-хубави и ведри години от своя живот. Той е романтик по дух, немарлив към хладния и бездушен сръбски запад, но както сам се изразявал, тук намерил един живописен и екзотичен изток, където стария патриархален живот и идеи са запазили своята сила. Сремац се почувствал твърде комфортно сред тази „източна декорация“ от прости и сърдечни хора от стария калъп, за които в живота няма проблеми, но има жизнерадост. Именно тази характерна атмосфера и състояние на духа в стария и бодър Ниш долавя неподправено в произведенията си Сремац. Занимателно, реалистично и животописно с характерните думи, анекдоти, жестове, положения, изрази, песни и т.н. ни се представя именно тази нишка атмосфера в най-известните произведения на Сремац: „Ивкова слава“ (екранизирана), „Зона Замфирова“ (екранизирана), „Чичо Юрдан“, Ексик-Аджи и др. Произведенията носят силен локален цвят.

## Творчески път
Сремац започва да пише в зряла възраст (през 1890 г.), впечатлен от старовремския патриархален живот, който се е запазил в новоприсъединените към Сърбия български краища. Това, че Сремац е филолог по образование, му помага да „фотографира“ живия народен нишки език на героите в произведенията си, всеки от които има реален прототип с действителни случки от живота. Така например, когато в Ниш се е представяла на живо драматизираната негова повест „Ивкова слава“, бай Ивко е ставал между публиката и е одобрявал или протестирал някои прекалени или изопачени представяния от страна на автора. Също така Зона Замфирова (главна героиня от едноименното произведение на Сремац) и баща ѝ, стар нишки чорбаджия, са известни лица в цялата нишка околност.